# پاکایا
پاکایا (به اسپانیایی: Pacaya) یکی از فعالترین آتشفشان‌های گواتمالاست که در فاصلهٔ ۳۰ کیلومتری جنوب مرکز گواتمالا سیتی، پایتخت، قرار دارد  و فوران‌های آن مکرراً در این شهر قابل مشاهده است. 

## تاریخچه و مشخصات
پاکایا آتشفشانی مرکب و بازالتی به ارتفاع ۲۵۵۲ متر است که درست در خارج از لبهٔ توپوگرافیکی جنوبی کالدرای پلیستوسنی و ۱۴ در ۱۶ کیلومتری آماتیتلان تشکیل شده‌است. مجموعه‌ای از گنبدهای گدازهٔ داسیتی، بستر جنوبی کالدرا را دربرگرفته‌اند. ریزش بخش جنوب غربی آتشفشان پاکایا در حدود ۱۱۰۰ سال پیش بهمنی ۲۵ کیلومتری از خرده سنگ‌ها را پدید آورد که تا سواحل اقیانوس آرام امتداد یافت. این آوار، دیوارهٔ سومایی کمانی‌شکلی را پدید آورد که آتشفشان امروزی پاکایا در درون آن شکل گرفت. دهانه‌ای فرعی موسوم به سِرُو چینو نیز در شمال غربی دیوارهٔ سوماً تشکیل شد که آخرین فعالیت آن به سدهٔ نوزدهم میلادی باز می‌گردد.

## فعالیت‌های آتشفشانی

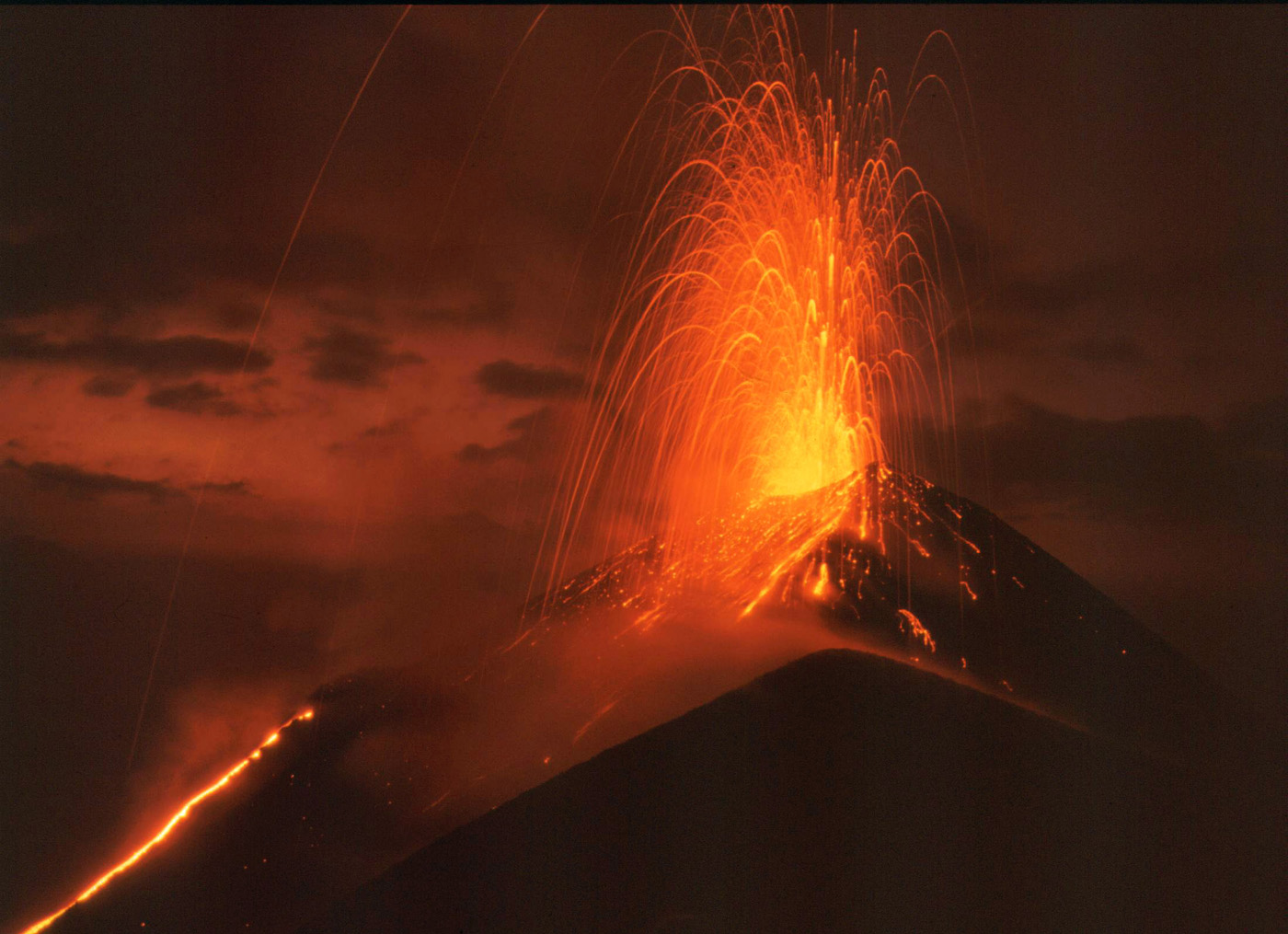
نمایی از آتشفشان پاکایا درحال فوران

فعالیت‌های آتشفشانی پاکایا در طول چندین دههٔ گذشته شامل فوران‌های استرومبولی مکرر همراه با خروج جریان‌های متناوب گدازه بوده‌است. همچنین این فوران‌ها معمولاً با زمین‌لرزه‌هایی پیش یا پس از وقوع آن‌ها همراهند.
فعالیت این آتشفشان در سال ۱۹۸۹، ستونی فورانی به ارتفاع ۴٬۵ کیلومتر را به‌وجود آورد و سبب بزرگترشدن دهانهٔ مک‌کنی در این کوه شد. پس از آن جریان‌های گدازه در فاصلهٔ بین ۱۹۹۰ تا ۱۹۹۱ ادامه یافت تا آنکه فعالیت‌های فورانی شدید دیگری در فاصلهٔ ماه‌های ژوئن تا اوت ۱۹۹۱ منجر به تخریب بخشی از مخروط مک‌کنی گردید و خساراتی را به دهکده‌های غرب آتشفشان وارد نمود.
آخرین فوران آتشفشان پاکایا در سال ۲۰۱۰ روی داد. در بعد از ظهر روز ۲۷ مهٔ این سال، فواره‌های گدازه‌ای به ارتفاع ۱ کیلومتر شروع به بیرون‌ریختن از کوه کرد و ستونی از خاکستر به ارتفاع ۳ تا ۴ کیلومتر به سمت پایتخت شناور شد. در طی این رویداد دست کم ۳ نفر شامل دو روستایی و یک خبرنگار که درصدد رسیدن به دهانهٔ آتشفشان بودند بر اثر اصابت بمب‌های گدازه کشته‌شدند. هزاران نفر از خانه‌های خود گریختند یا تخلیه‌شدند و بسیاری از ساختمان‌ها آسیب دید. مقامات گواتمالا اقدام به تخلیهٔ پارک ملی پاکایا و دهکده‌های اطراف کرده و وضعیتی فوق‌العاده را در منطقه اعلام نمودند. ریزش خاکستر بر روی شهر گواتمالا سیتی باعث مختل‌شدن ترافیک شهر گردید و فرودگاه بین‌المللی آن نیز تعطیل شد.
فعالیت‌های شدید پاکایا تا ژوئن ۲۰۱۰ ادامه یافت و سپس با کاسته‌شدن از شدت آن‌ها آتشفشان به وضعیت عادی خود بازگشت.

## نگارخانه

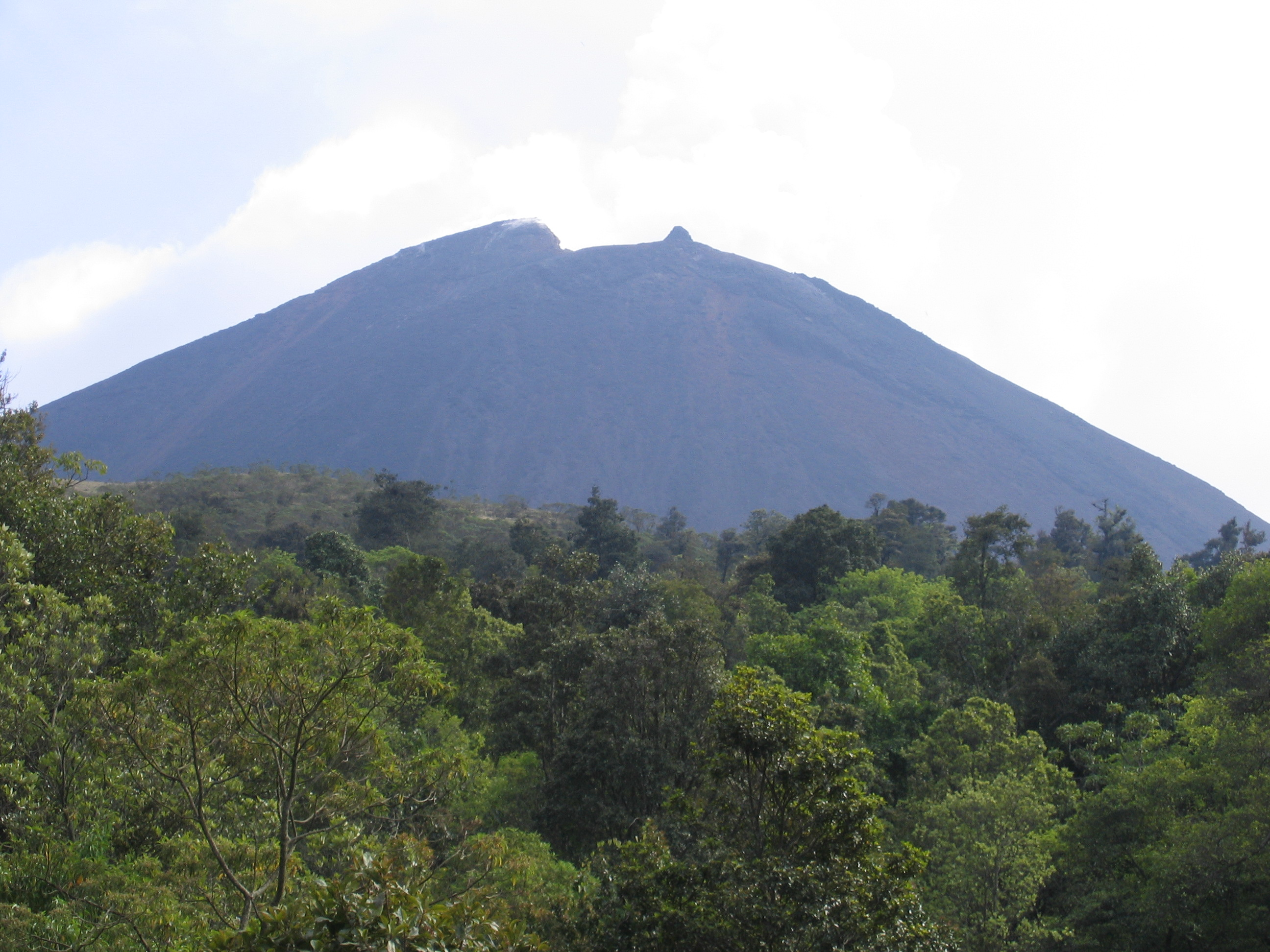
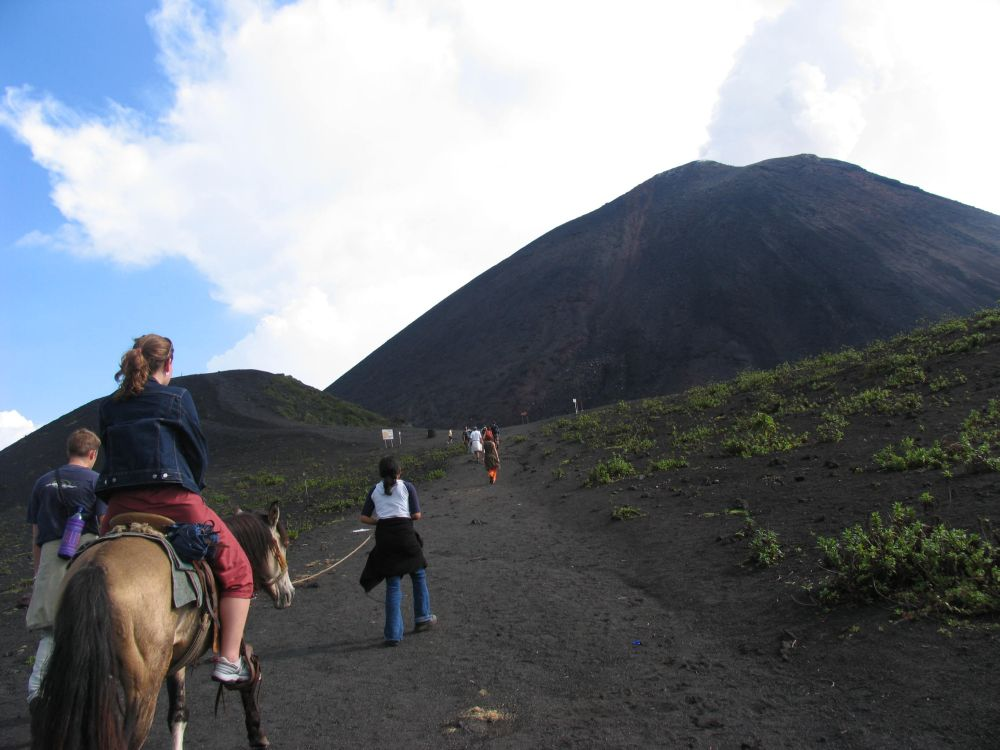
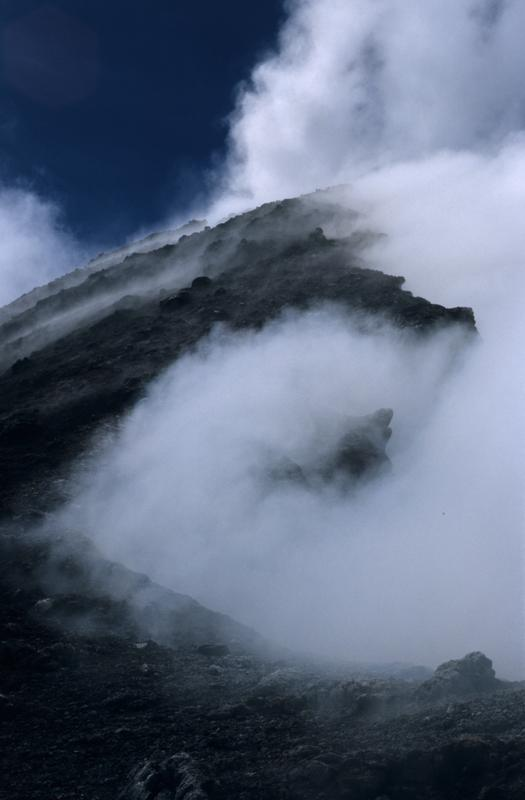
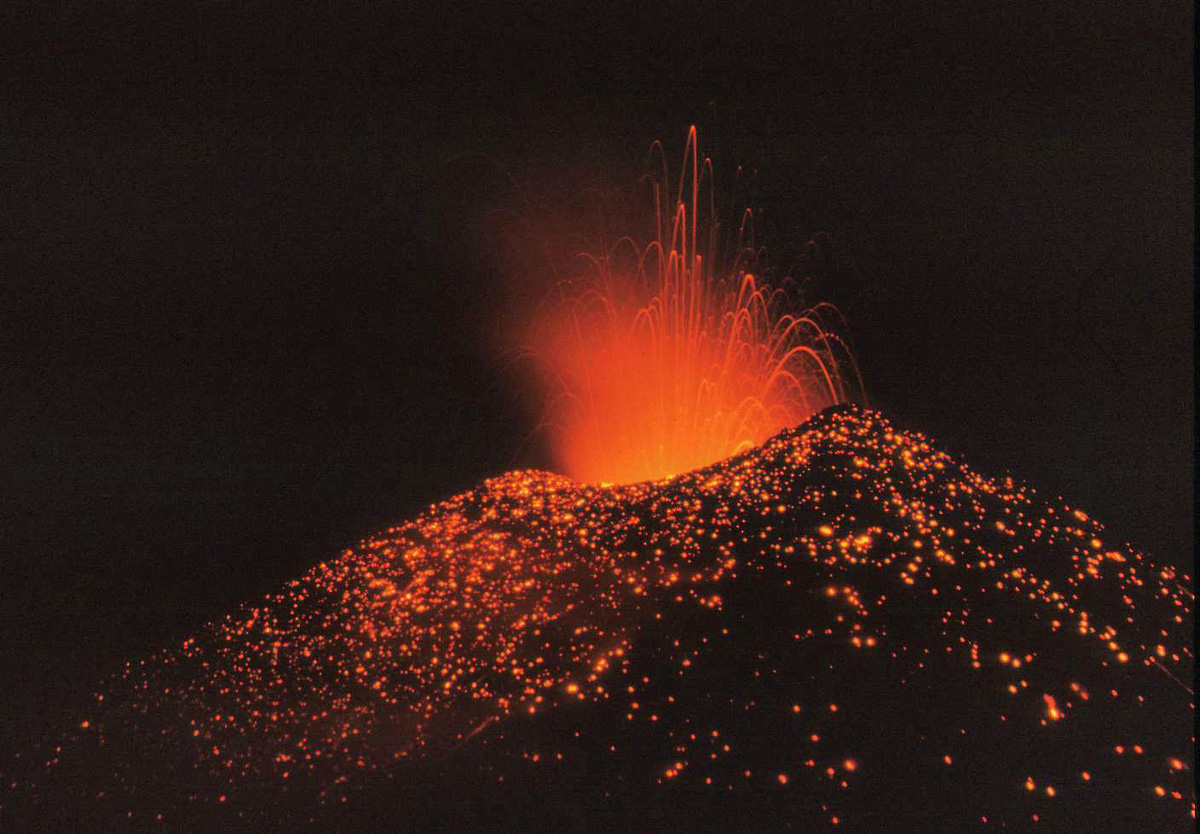
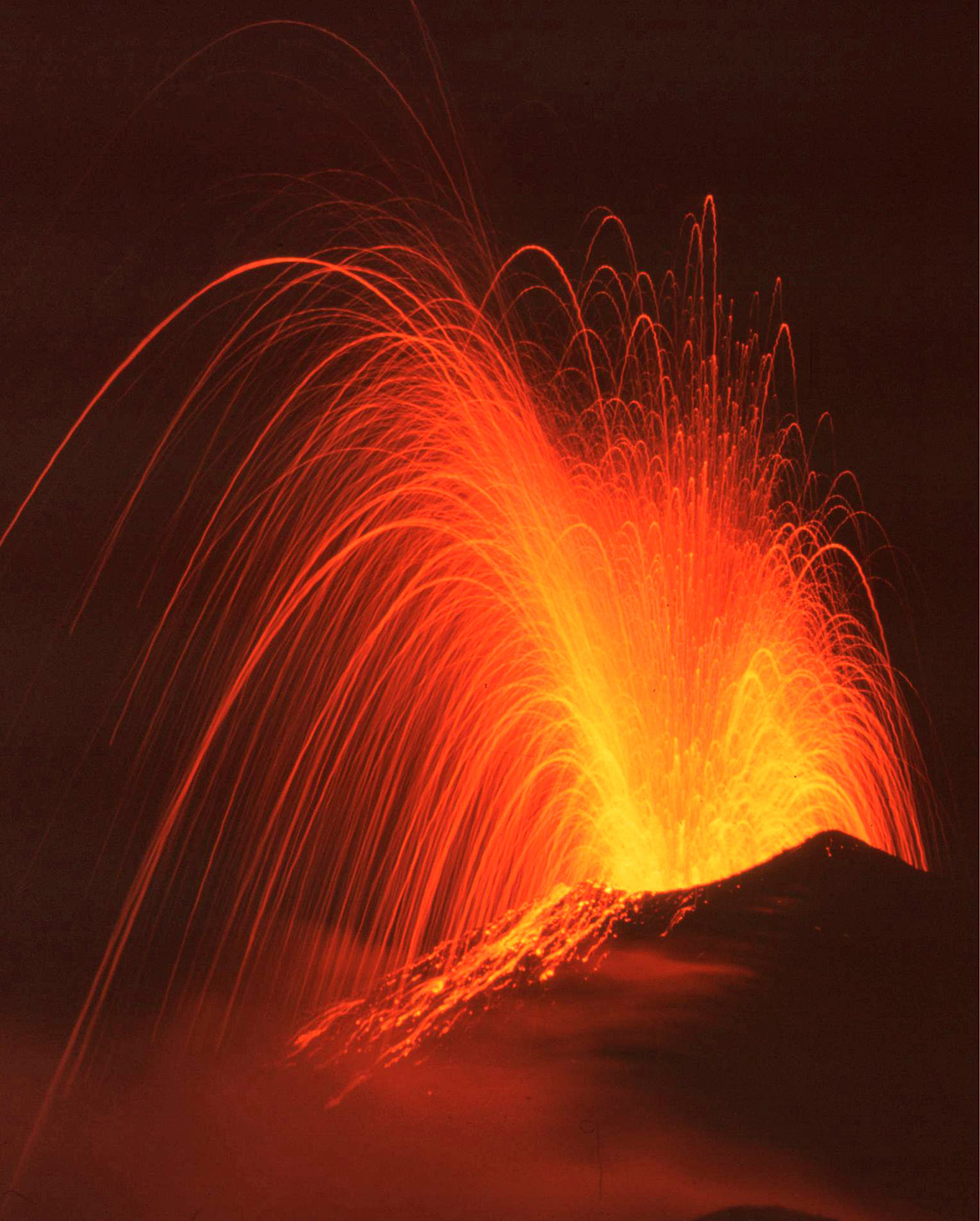
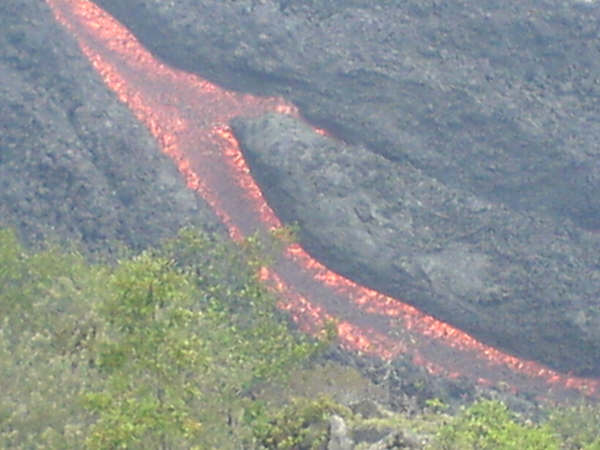